# RingMenu
RingMenu（リングメニュー）は、Windows上で動作するメニュー である。
2006年7月30日に、2006年イマジンカップインターフェースデザイナ部門で入選。
2007年10月6日に、ウェブページ上で、Beta1が一般に公開される。

## 特徴
RingMenuは、コンテキストメニューを切り替えるソフトウェアである。右クリックした際に、本来のメニューではなく、アイコンをもったボタンを円周上に配置する。
他のプログラムによる拡張されたメニューにもオンラインから更新することができる。
また、バージョン1.0.0以降では、有料版も公開しており、メニューの並べ替えや非表示の設定などができるようになっている。
また、開発者がRingMenuを自分のアプリケーションに搭載できるように、.NET Frameworkのソフトウェアコンポーネントの公開をしている。

### バージョン変遷
- 2007年10月6日 RinMenu Beta1リリース
- 2007年11月9日 RingMenu Beta2 リリース
- 2007年12月14日 RingMenu RC1リリース
- 2008年1月25日 RingMenu RC2 リリース
- 2008年2月22日 RingMenu RC3 リリース
- 2008年4月15日 RingMenu RC4 リリース
- 2008年5月22日 RingMenu 1.0 リリース

各バージョンの詳細なリリース情報はRingMenu公式サイト-更新履歴を参照